# JK Wedding Entrance Dance
JK Wedding Entrance Dance ist ein Webvideo aus dem Jahr 2009, das einen Tanz zum Lied Forever von Chris Brown zu Beginn einer amerikanischen Hochzeit zeigt. Das Video, das Teil einer viralen Marketingkampagne für Chris Brown war, erlangte große Popularität und ein weltweites Medienecho.

## Inhalt und Veröffentlichung
Das Videos zeigt den Tanz zum Song Forever von Chris Brown, der zu Beginn der Hochzeit von Jill Peterson und Kevin Heinz in Saint Paul am 20. Juni 2009 anstatt des üblichen Hochzeitsmarsches gespielt wurde. Dabei tanzen nacheinander die Ordner, Trauzeugen und Brautjungfern zur Musik durch den Gang, ihnen folgen Bräutigam und Braut. Die Idee zum Tanz stammt von der Braut Jill Peterson.
Der Kurzfilm wurde am 19. Juli 2009 auf der Videoplattform YouTube hochgeladen.

## Wirkung und Rezeption
Nach dem Erfolg des Videos bei YouTube wurde das Paar in mehrere Fernsehsendungen eingeladen, darunter Good Morning America und Today, wo sie den Tanz wiederholten. Bis November 2009 wurde das Video über 30 Millionen Mal bei YouTube abgerufen. In einer im September 2009 ausgestrahlten Folge der Fernsehserie Das Büro wurde der Tanz nachgestellt.
In Deutschland berichteten unter anderem RTL und mehrere Radiosender in den Nachrichten über das Video.
Durch die Popularität des Videos stiegen die Verkaufszahlen des Forever-Songs drastisch. Der Titel erreichte Platz 4 in den iTunes-Charts sowie Platz 3 auf Amazon.